# 16. etape af Tour de France 2008
Sekstende etape af Tour de France 2008 blev kørt tirsdag d. 22. juli og gik fra Cuneo til Jausiers over to HC-kategori-stigninger.
- Etape: 16
- Dato: 22. juli
- Længde: 157 km
- Danske resultater:

123. Nicki Sørensen + 31.56
- Gennemsnitshastighed: 34,7 km/t

## Sprint og bjergpasseringer

### 1. sprint (Vignolo)
Efter 20,5 km
| Vinder | Sylvain Chavanel | 6p |
| 2.     | George Hincapie  | 4p |
| 3.     | Bram Tankink     | 2p |

### 2. sprint (Vinadio)
Efter 50 km
| Vinder | Samuel Dumoulin     | 6p |
| 2.     | Stefan Schumacher   | 4p |
| 3.     | Christophe Le Mevel | 2p |

### 1. bjerg (Col de la Lombarde)
HC stigning efter 72,5 km
| Plads | Navn                | Point |
| ----- | ------------------- | ----- |
| 1.    | Stefan Schumacher   | 20    |
| 2.    | Christophe Le Mével | 18    |
| 3.    | Thomas Voeckler     | 16    |
| 4.    | Jaroslav Popovytj   | 14    |
| 5.    | Kanstantsin Siwtsow | 12    |
| 6.    | Jens Voigt          | 10    |
| 7.    | Cyril Dessel        | 8     |
| 8.    | John-Lee Augustyn   | 7     |
| 9.    | Sébastien Rosseler  | 6     |
| 10.   | José Iván Gutiérrez | 5     |

### 2. bjerg (Col de la Bonette-Restefond)
HC kategori stigning efter 133,5 km
| Plads | Navn                | Point |
| ----- | ------------------- | ----- |
| 1.    | John-Lee Augustyn   | 40    |
| 2.    | Cyril Dessel        | 36    |
| 3.    | David Arroyo        | 32    |
| 4.    | Jaroslav Popovytj   | 28    |
| 5.    | Sandy Casar         | 24    |
| 6.    | George Hincapie     | 20    |
| 7.    | Tadej Valjavec      | 16    |
| 8.    | Kanstantsin Siwtsow | 14    |
| 9.    | Nicolas Portal      | 12    |
| 10.   | Stefan Schumacher   | 10    |

## Udgåede ryttere
- 162 Sébastien Chavanel fra Française des Jeux udgik.
- 63 Francesco Chicchi fra Liquigas kom ikke i mål infenfor tidsgrænsen.

## Resultatliste
|    | Navn              | Land       | Hold               | Tid     |
| -- | ----------------- | ---------- | ------------------ | ------- |
| 1  | Cyril Dessel      | Frankrig   | Ag2r-La Mondiale   | 4:31.27 |
| 2  | Sandy Casar       | Frankrig   | Française des Jeux | + 0.00  |
| 3  | David Arroyo      | Spanien    | Caisse d'Epargne   | + 0.00  |
| 4  | Jaroslav Popovytj | Ukraine    | Silence-Lotto      | + 0.03  |
| 5  | George Hincapie   | USA        | Team Columbia      | + 0.24  |
| 6  | Nicolas Portal    | Frankrig   | Caisse d'Epargne   | + 0.24  |
| 7  | Tadej Valjavec    | Slovenien  | Ag2r-La Mondiale   | + 0.24  |
| 8  | Stefan Schumacher | Tyskland   | Team Gerolsteiner  | + 1.03  |
| 9  | Andy Schleck      | Luxembourg | Team CSC-Saxo Bank | + 1.28  |
| 10 | Bernhard Kohl     | Østrig     | Team Gerolsteiner  | + 1.28  |

## Eksternt link
- (Webside ikke længere tilgængelig) på Letour.fr Arkiveret 28. februar 2011 hos  Wayback Machine (fransk) (engelsk) (tysk) (spansk)